# Ланарева фабрика
Ланаревата фабрика (на гръцки: Εργοστάσιο Λαναρά) е историческа индустриална постройка в град Негуш (Науса), Гърция.
Фабриката е разположена на улица „Софрониос“, над стръмния склон на река Арапица. Представлява каменна постройка на два етажа с неокласически елементи. Зидарията е от сивозелен камък. Етажите са отдлени с пояси червени тухли. Прозорците имат ниски сводове и също са рамкирани с червени тухли. По периметъра на фасадата има рамка от три реда тухли, разположени вертикално и по диагонал. Над тухления корниз има каменен парапет. Таваните са от железни греди с тухли.
В 1986 година сградата е обявена за паметник на културата.